# Pečeňany
Pečeňany jsou obec na Slovensku v okrese Bánovce nad Bebravou.
Leží v nadmořské výšce 197 metrů. Žije zde 521 obyvatel.
První písemná zmínka o obci je z roku 1323. V obci je římskokatolický kostel Neposkvrněné Panny Marie.